# Ānavatti
Ānavatti är en ort i Indien.   Den ligger i distriktet Shimoga och delstaten Karnataka, i den södra delen av landet, 1 600 km söder om huvudstaden New Delhi. Ānavatti ligger 582 meter över havet och antalet invånare är 8 168.
Terrängen runt Ānavatti är platt. Runt Ānavatti är det tätbefolkat, med 276 invånare per kvadratkilometer. Ānavatti är det största samhället i trakten. Omgivningarna runt Ānavatti är en mosaik av jordbruksmark och naturlig växtlighet.